# MLW Fusion
MLW Fusion est une émission télévisée de catch produite par la Major League Wrestling (MLW) et diffusée pour la première fois le 20 avril 2018 sur beIN Sports USA (en). L'émission présente les catcheurs de la MLW se produisant dans des combats de catch et des interviews. Ensemble, ces éléments créent et développent les scénarios de MLW.

## Production
En 2004, Court Bauer a mis en sommeil la Major League Wrestling (MLW). 13 ans plus tard, il relance la MLW puis annonce l'organisation de plusieurs spectacles de catch en 2018,.
La Major League Wrestling a annoncé son partenariat avec beIN Sports USA (en) le 30 mars 2018, dans lequel le réseau diffuse une émission télévisée hebdomadaire. Par la suite, MLW annonce que ses enregistrements télévisés vont avoir lieu au Gilt Nightclub à Orlando, en Floride,,. MLW Fusion va être diffusé les vendredis soirs à compter du 20 avril 2018. Le 19 septembre, il a été annoncé que MLW a signé un accord pour que l'émission soit diffusée via FITE TV et diffusée sur beIN Sports en espagnol.
Le 29 novembre, il a été annoncé que Fusion va être diffusé en direct pour la première fois le 14 décembre, qui a été enregistré lors de l'événement Zero Hour de MLW.,,. Depuis lors, la société continue à diffuser des émissions spéciales périodiques en direct sur le réseau.
En janvier 2019, Fusion commence à être diffusé à l'international grâce à EGO TV en Israël. En février 2019, il a été annoncé que Fusion change de plage horaire du vendredi au samedi soir.
Le 10 septembre, MLW a annoncé que Fusion passerait au mercredi soir sur fubo Sports Network. Le 10 octobre, il a été révélé que Fusion reviendrait le 18 novembre à 19 heures HNE et que de nouveaux épisodes seraient également diffusés sur la chaîne YouTube de MLW le même soir.

### Lieux de tournage
Initialement, la plupart des épisodes de MLW Fusion avaient été enregistrés au Gilt Nightclub à Orlando, en Floride. En mai 2018, MLW a annoncé qu'elle tiendrait des enregistrements télévisés au Melrose Ballroom à New York, New York, le 19 juillet, marquant la première fois que des enregistrements seraient tenus en dehors de la Floride. Par la suite, des enregistrements ont été organisés dans des lieux à travers les États-Unis, généralement une fois par mois.

### Thème du générique
| Dates               | Titre de la musique | Auteur | Notes                           |
| ------------------- | ------------------- | ------ | ------------------------------- |
| 20 avril 2018 - ... | Wait                | Wale   | Premier générique de MLW Fusion |

### Épisodes spéciaux
| Épisode                         | Date              | Remarques                                                                               |
| ------------------------------- | ----------------- | --------------------------------------------------------------------------------------- |
| Battle Riot                     | 27 juillet 2018   | A présenté le tout premier Battle Riot match                                            |
| WarGames                        | 14 septembre 2018 | A présenté le WarGames match                                                            |
| MLW Fusion Live                 | 14 décembre 2018  | Première diffusion en direct                                                            |
| SuperFight                      | 2 février 2019    | Diffusion spéciale en direct                                                            |
| Intimidation Games              | 2 mars 2019       | Diffusion spéciale en direct                                                            |
| Battle Riot II                  | 5 avril 2019      | Diffusion spéciale en direct avec le match Battle Riot                                  |
| Fury Road                       | 1 juin 2019       | Diffusion spéciale en direct                                                            |
| Kings of Colosseum              | 6 juillet 2019    | Diffusion spéciale en direct                                                            |
| War Chamber                     | 14 septembre 2019 | En vedette le War Chamber match                                                         |
| Le redémarrage                  | 18 novembre 2020  | Le retour de MLW eaprès une interruption de six mois en raison de la pandémie COVID-19. |
| King of Colosseum               | 6 janvier 2021    | Diffusion spéciale                                                                      |
| Salina de la Renta's MLW Fusion | 13 janvier 2021   | Épisode MLW Fusion où Salina de la Renta est productrice exécutive.                     |
| Filthy Island                   | 17 février 2021   | Épisode MLW Fusion tenu à Hawaï sur l'île Filthy de Tom Lawlor.                         |
| Never Say Never                 | 31 mars 2021      | Diffusion spéciale                                                                      |
| Season Finale                   | 5 mai 2021        | Fin de la saison 4                                                                      |
| Opera Cup                       | 13 octobre 2021   | Début de l'Opera Cup 2021                                                               |
| Thanksgiving 2021               | 25 novembre 2021  | En vedette un ladder pour couronner un nouveau MLW National Openweight Champion         |
| Season Premiere                 | 10 février 2022   | Alexander Hammerstone vs. Pagano pour le MLW World Heavyweight Championship             |
| SuperFight                      | 10 mars 2022      | Diffusion spéciale                                                                      |
| Intimidation Games              | 19 avril 2022     | Diffusion spéciale                                                                      |
| Rise of the Renegades           | 9 juin 2022       | Diffusion spéciale                                                                      |
| Kings of Colosseum              | 14 juillet 2022   | Diffusion spéciale                                                                      |

## Personnel
Lescatcheurs de la Major League Wrestling participent à des rivalités scénarisés. Ils sont décrits comme des méchants ou des héros dans les événements scénarisés qui créent des tensions et culminent dans un match de lutte.

### Commentateurs
| Commentateurs                                 | Rendez-vous                                                                        |
| --------------------------------------------- | ---------------------------------------------------------------------------------- |
| Tony Schiavone et Rich Bocchini               | 11 janvier 2018 – 19 juillet 2018 3 août 2019 – 7 octobre 2019                     |
| Tony Schiavone et Rich Bocchini/ Matt Striker | 19 juillet 2018 – 23 février 2019                                                  |
| Rich Bocchini et Jim Cornette                 | 2 mars 2019 – 27 juillet 2019                                                      |
| Rich Bocchini et AJ Kirsch                    | 14 octobre 2019 – 23 mai 2020                                                      |
| Rich Bocchini et Saint Laurent                | 18 novembre 2020 – 24 mars 2021 22 septembre 2021 – 6 octobre 2021 20 octobre 2021 |
| Ray Flores et Saint Laurent                   | 31 mars 2021 – 5 mai 2021                                                          |
| Joe Dombrowski et Rich Bocchini               | 13 octobre 2021 – présent                                                          |

## Historique de diffusion
| Canaliser           | Créneau horaire | Années                            |
| ------------------- | --------------- | --------------------------------- |
| BeIN Sports USA     | Vendredi 20h00  | Avril 2018 - Février 2019         |
| BeIN Sports USA     | samedi 21h00    | Février 2019 – Mai 2020           |
| BeIN Sports USA     | samedi 22h00    | 21 Novembre 2020 – présent        |
| Youtube             | Mercredi 19h00  | 18 Novembre 2020 – 5 mai 2021     |
| Youtube             | jeudi 20h00     | 10 février 2022 - 14 juillet 2022 |
| Fubo Sports Network | Mercredi 19h00  | 18 Novembre 2020 – 5 mai 2021     |
| Pro Wrestling TV    | Jeudi 20h00     | 10 Novembre 2022 – présent        |

## Voir également
- Major League Wrestling